# Im Bann der schwarzen Witwe
Im Bann der schwarzen Witwe (Widow on the Hill) ist ein 2005 produziertes Filmdrama aus den Vereinigten Staaten mit Natasha Henstridge und James Brolin. Das Drehbuch wurde anhand der wahren Geschichte von Donna Somerville geschrieben. Gedreht wurde der Film in Toronto.

## Handlung
Die Geschichte wird in den Rückblenden erzählt. Die Krankenschwester Linda Dupree wird als Pflege für die kranke Felicia Cavanaugh eingestellt. Felicia stirbt etwas später, Linda heiratet den Witwer Hank Cavanaugh. Seine Kinder verdächtigen Linda, Felicia getötet zu haben. Als Hank stirbt, klagen seine Kinder Linda an. Sie wird festgenommen, aber vor Gericht freigesprochen.

## Kritiken
- Jackie K. Cooper lobte auf www.jackiekcooper.com die „verführerische“ Präsenz der „schönen“ Natasha Henstridge. Er schrieb, die Handlung basiere zwar auf einer wahren Geschichte, aber zahlreiche Elemente der Handlung habe sich der Drehbuchautor ausgedacht.

## Auszeichnungen
- Stephen Lawrence wurde 2005 für den Directors Guild of Canada Award nominiert.